# Mothax
A mothax dór görög szó, "mostohatestvért" jelent. Az ókori Spárta egyik közbülső rétegét alkották, nem rendelkeztek polgárjoggal, de a teljes jogú polgárok módjára kaptak kiképzést és teljesítettek katonai szolgálatot.
A mothaxok spártai (homoiosz) apák és helóta anyák gyermekei voltak. Részt vehettek a spártai nevelési rendszerben, de jogaik korlátozottabbak voltak. Ha az államtól parcellát kaptak, akkor felemelkedhettek az "egyenlők" (homoioszok) közé, a teljes jogú polgárok). A háborúban a perioikoszokkal együtt hoplitaként harcoltak. Különösen a peloponnészoszi háború idején hallunk róluk, amikor Spártának sok katonára volt szüksége. 
Nem világos egészen, mi különbözteti meg őket a nothoszok ("fattyúk") rétegétől, akik hasonló származásúak voltak, mint ők. Talán a szükség, vagy az örökös hiánya az apjuk részéről, vagy egyszerűen csak az, hogy őket apjuk elismerte fiának.